# Museu Municipal da II Guerra Mundial Expedicionário José Vivanco Solano
O Museu Municipal da II Guerra Mundial Expedicionário José Vivanco Solano, mais conhecido como Museu da II Guerra Mundial de Ribeirão Preto, é um museu público brasileiro, temático da Segunda Guerra Mundial, localizado na cidade de Ribeirão Preto.

## História
O Museu Municipal da II Guerra Mundial Expedicionário José Vivanco Solano foi criado por iniciativa da Associação dos Militares e Oficiais da Reserva de Ribeirão Preto e Região - A.M.O.R., em 1988. Em 16 de maio de 1996, por força de Lei Municipal Complementar 429/1995, o espaço passou a ser instituição pública municipal, o que permitiu receber apoio da Prefeitura.
Após passar por reformas, o Museu foi reinaugurado em 1998.
O Museu está localizado no Edifício 8 de Maio, que fica na Rua Liberdade, na cidade de Ribeirão Preto. O mesmo trecho da Rua Liberdade, onde está localizado o Museu, termina nos portões do Zoológico Municipal Bosque Fábio Barreto, local de grande visitação e considerado ponto turístico da cidade.
Apesar de estar próximo ao Bosque, o Museu da II Guerra Mundial de Ribeirão Preto passou por uma fase difícil de pouca visitação pública.

### Reestrutaração
Em 2016, tanto o acervo do Museu, quanto o Edifício 8 de Maio, passaram por novas reformas e reestruturação, o que deixou o Museu preparado para receber visitas públicas novamente.

### Praça dos Expedicionários Brasileiros
Em 24 de junho de 1995 foi inaugurada a Praça dos Expedicionários Brasileiros, por iniciativa da Associação dos Ex-combatentes da 2ª Guerra Mundial com apoio da Associação dos Militares e Oficiais da Reserva de Ribeirão Preto e Região - A.M.O.R., que também ajudam no Museu da II Guerra.
Na Praça, estão instalados dois canhões e outros instrumentos bélicos, além de um túmulo simbólico em homenagem ao soldado desconhecido. Apesar de serem distantes, a Praça e o Museu formam as principais homenagens dos munícipes aqueles que lutaram na Guerra.
Uma placa em homenagem aos Expedicionários Brasileiros, que foi instalada no Centro da cidade em 1945 para homenagear os Pracinhas da cidade, e que hoje é considerada um patrimônio municipal, foi transferida para está Praça em 1995, e ali ficou instalada por anos, até ser substituída por uma réplica, por questões de segurança, sendo a original, levada para o acervo Museu da II Guerra Mundial.

## Expedicionário José Vivanco Solano
José Vivanco Solano (Sertãozinho, ? - Gaggio Montano, 10 de março de 1945) foi um soldado brasileiro da Força Expedicionária Brasileira (FEB), que serviu na Segunda Guerra Mundial.
José Vivanco Solano nasceu em Sertãozinho, mas cresceu e passou a juventude em Ribeirão Preto. Quando a Guerra chegou, ele se alistou 6º Batalhão de Infantaria - Regimento Ipiranga, em Caçapava, sob o número 1G 290.188.
Foi mandado para a Itália, onde participou das campanhas brasileiras em Massarosa, Camaiore, Monte Prano, Monte Castelo e Castelnuovo, entre 1944 e 1945.

### Morte acidental
José Vivanco Solano foi atingido por um tiro acidental em 10 de março de 1945, enquanto ajudava na limpeza do campo de Gaggio Montano. O Expedicionário brasileiro, Oswaldo Lélis, conterrâneo de Solano, manuseava uma pistola automática "Mauser", tirada de um alemão - provavelmente morto -, quando efetuou um disparo acidental que atingiu José. Solano morreu devido aos ferimentos.

### Homenagens
José Vivanco Solano foi homenageado ao ter seu nome dado ao Museu da II Guerra Mundial de Ribeirão Preto. Ele também deu nome a uma rua em Ribeirão Preto, e outra via, em Sertãozinho, sua terra natal.

## Outros Pracinhas da região mortos na II Guerra Mundial
Além de José Vivanco Solano, mais três Pracinhas da região de Ribeirão Preto, que compunham a FEB, morreram na Segunda Guerra Mundial. Eram eles:

### 3º Sargento Alcides de Oliveira
O 3º Sargento da FEB Alcides de Oliveira (Ribeirão Preto, ? - Valdibura, 06 de fevereiro de 1945), foi um brasileiro integrante da FEB na Segunda Guerra Mundial.
Alcides era 3º Sargento do I/2º ROAuR, e sua inscrição era 2G-91.169. Ele morreu em um acidente de caminhão, no dia 06 de fevereiro de 1945, em Valdibura, na Itália.

### Soldado Oswaldo Lélis
Oswaldo Lélis (Sertãozinho, ? - Montese, 14 de abril de 1945), foi um soldado da FEB na Segunda Guerra Mundial.
Oswaldo se alistou no Rio de Janeiro indo à guerra sob a identidade de número 1G-305.225. Em 10 de março de 1945, em Gaggio Montano, teria feito o disparo acidental que matou seu colega de guerra e conterrâneo, José Vivanco Solano, enquanto manuseava uma pistola automática "Mauser".
Oswaldo Lélis morreu em ação, no dia 14 de abril de 1945, em Montese, na Itália.

### Soldado Antônio Aparecido
Antônio Aparecido (Mococa, ? - Tarquínia, 12 de agosto de 1944), foi um soldado brasileiro da FEB, com registro 1G-295.734, e que lutou na Segunda Guerra Mundial.
Antônio morreu afogado, enquanto nadava na costa de Tarquínia.

## Acervo
O acervo do Museu guarda inúmeras relíquias sobre a Segunda Guerra Mundial, como: uniformes militares, bandeiras, material bélico, documentos e mapas, alimentos, rádios, entre outros, que ajudam a preservar a história da participação brasileira na guerra.
Na entrada do Museu ficam posicionados dois canhões anti-aéreos e uma mina-subaquática, armas usadas na Segunda Guerra Mundial.

### Placa aos Expedicionários
Em 8 de dezembro de 1945, foi instalada uma placa na Praça XV de Novembro, no Centro de Ribeirão Preto, em homenagem aos Expedicionários da cidade que estiveram na guerra. A placa foi idealizada pelos professores Aldo Müller e Romualdo Eduardo de Souza, e foi lançada durante o mandato do prefeito Orestes Lopes de Camargo.
Durante anos, a placa ficou na pedra onde hoje está o "Marco Zero de Ribeirão Preto”, ao lado da fonte da Praça XV de Novembro. Posteriormente, ela foi instalada na base de outro importante monumento da cidade, a estátua do "Soldado Constitucionalista". Em 1995, ela foi transferida para a Praça dos Expedicionários Brasileiros, no Parque Bandeirantes, em frente ao Estádio Dr. Francisco de Palma Travassos, mas, por motivos de segurança, ela foi removida, e no lugar instalada uma réplica.
A placa original atualmente faz parte do acervo do Museu da II Guerra Mundial de Ribeirão Preto, sendo considerada um patrimônio da cidade. Na placa estão o nome de inúmeros Pracinhas da região que estiveram na guerra, entre eles José Vivanco Solano. Curiosamente, o único soldado nascido em Ribeirão Preto que morreu na guerra, o 3º Sargento Alcides de Oliveira, não tem seu nome na placa.